# نجل (تعز)
نجل هي إحدى قرى الجمهورية اليمنية. تتبع جغرافيا لمحافظة تعز وإداريًا لمديرية شرعب الرونة. يبلغ تعداد سكانها 4781 نسمة حسب الإحصاء الذي أجري عام 2004.